# Мигел-Леан
Мигел-Леан (порт. Miguel Leão) — муниципалитет в Бразилии, входит в штат Пиауи. Составная часть мезорегиона Северо-центральная часть штата Пиауи. Входит в экономико-статистический микрорегион Терезина. Население составляет 1253 человек на 2010 год. Занимает площадь 93,515 км². Плотность населения — 13,40 чел./км².

## Демография
Согласно сведениям, собранным в ходе переписи 2010 г. Национальным институтом географии и статистики (IBGE), население муниципалитета составляет:
| Полное население                               | Полное население                               | Полное население                               | Полное население                               | 1 253 |
| ---------------------------------------------- | ---------------------------------------------- | ---------------------------------------------- | ---------------------------------------------- | ----- |
| в том числе:                                   | Городское население                            | 862                                            | Процент городского населения, %                | 68,79 |
|                                                | Сельское население                             | 391                                            | Процент сельского населения, %                 | 31,21 |
|                                                | Мужское население                              | 657                                            | Процент мужского населения, %                  | 52,43 |
|                                                | Женское население                              | 596                                            | Процент женского населения, %                  | 47,57 |
| Плотность населения, чел/км²                   | Плотность населения, чел/км²                   | Плотность населения, чел/км²                   | Плотность населения, чел/км²                   | 13,40 |
| Население муниципалитета в % к населению штата | Население муниципалитета в % к населению штата | Население муниципалитета в % к населению штата | Население муниципалитета в % к населению штата | 0,04  |

По данным оценки 2016 года, население муниципалитета составляет 1235 жителей.

## Статистика
- Валовой внутренний продукт на 2003 год составляет 4 339 426,00 реалов (данные: Бразильский институт географии и статистики).
- Валовой внутренний продукт на душу населения на 2003 год составляет 3064,57 реалов (данные: Бразильский институт географии и статистики).
- Индекс развития человеческого потенциала на 2000 год составляет 0,628 (данные: Программа развития ООН).